# Cmentarz żydowski w Wasilkowie (ul. Słowackiego)
Nowy cmentarz żydowski w Wasilkowie – kirkut mieści się przy ul. Słowackiego, drodze do Dąbrówek. Powstał w 1. połowie XIX wieku i miał powierzchnię 0,2 ha. W czasie okupacji hitlerowskiej został zdewastowany. Obecnie znajduje się na nim około 25 macew. Kirkut przez wiele lat był zarośnięty i zaniedbany. W roku 2007 w Wasilkowie zakończyły się prace renowacyjne. W miejscu dawnej bramy wejściowej ustawiono metalowe gwiazdy Dawida. W środku zrobiono kamienną ścieżkę i lapidarium zbudowane z fragmentów macew.